# Perinbaba
Perinbaba je filmová československo-německá pohádka zpracovaná na motivy pohádky Paní Zima od bratří Grimmů. V režii Juraje Jakubiska byla dokončena v roce 1985.

## Děj
Komedianti cestují za další štací. V zasněžené krajině je zasype lavina. Zubatá má žně. Na malého Jakuba si také brousí kosu. Toho však zachrání Perinbaba. Odnese ho do svého příbytku, odkud ovládá počasí na Zemi. Zaučuje ho svému řemeslu a Jakub jí pomáhá. V tomto prostoru neplyne čas a tak může Jakub sledovat v kouzelné kouli narození Alžbětky, její radosti i strasti i její růst, zatímco sám zůstává pořád stejný. Chce vstoupit do jejího osudu, a tak utíká na svět pomocí kouzelné peřiny. Jeho návrat na svět způsobí překotné dospívání i vytoužené setkání s Alžbětkou, kterou miluje. Vstupuje do služby k Alžbětčině otci rychtáři a potkává se s přízní jeho druhé ženy a dcery Dory. Dora by chtěla získat statného mladíka za muže, ale ten ji odmítá. Ze služby odchází a chce si vybudovat větrný mlýn za obcí, aby mohl požádat o Alžbětku. Jeho snažení se chýlí ke konci. Vydoloval zlato, vykopal studnu a mlýn je před dokončením. Přijde ho navštívit jeho milá a donese buchty, které připravila její macecha s Dorou. Oba je s chutí snědí. Macecha však pocukrovala buchty uspávacím práškem. Poté, co oba usnou, je Alžbětka hozena do studny, ze které ji před utopením zachrání Perinbaba. S Jakubem je však zle. Je obviněn z vraždy. Rychtářem je odsouzen ke smrti. Odsouzence může zachránit jedině dívka, která by ho chtěla za manžela. Na tuto chvíli čeká Dora, která chce Jakuba za manžela. Ten zprvu odmítá, pak přijímá, aby mohl najít Alžbetku. Když mu Zubatá oznámi, že zemřela, dobrovolně volí smrt a stojí před oprátkou. Jakuba zachrání Perinbaba. Alžbětku odešle zpátky na svět a poskytne tak důkaz o Jakubově nevině. Celá ves se raduje z tohoto radostného rozuzlení, a pokračuje ve svatebním veselí. Snad kromě Dory s macechou. Ty využijí zmatku, ukradnou peníze z obecní pokladny a pomocí kouzelné peřiny chtějí utéct. Zpočátku se jim daří, ale o ukradené zlato je připraví lopatka Jakubova větrného mlýna. Další smůla je ještě čeká nakonec. Utonou v močále.

## Obsazení
| Giulietta Masina     | Perinbaba            |
| Eva Krížiková        | Perinbaba (hlas)     |
| Vlastimil Drbal      | nejmenší Jakub       |
| Emanuel Hason        | dospívající Jakub    |
| Tobias Hoesl         | dospělý Jakub        |
| Magdaléna Danková    | nejmenší Alžbětka    |
| Sylvia Popovská      | dospívající Alžbětka |
| Petra Vančíková      | dospělá Alžbětka     |
| Soňa Valentová       | macecha              |
| Pavol Mikulík        | rychtář              |
| Milada Ondrašíková   | Dora                 |
| Valerie Kaplanová    | stará Zubatá         |
| Zita Furková         | stará Zubatá (hlas)  |
| Eva Horká            | mladá Zubatá         |
| Zora Ulla Kesslerová | matka                |
| Karel Effa           | principál komediantů |
| Ľudovít Reiter       | dráb                 |
| Petr Hapka           | muzikant             |
| Emil Horváth starší  | farář                |
| Ján Barto            | kostelník            |

## Ocenění
- Mezinárodní filmový festival Rimovski 1987 
 • Hlavní cena Camerio
- I. Mezinárodní filmový festival pro děti a mládež Buenos Aires 1987 
 • První cena poroty
- Mezinárodní festival filmů pro děti a mládež 1986 
 • Zvláštní cena poroty
- Medaile slovenského filmu 1986
- XXIV. Festival českého a slovenského filmu Mariánské lázně 1986 
 • Cena za výtvarnou stránku filmu
- UNICEF Grand Prix, 1986
- Filmový festival v Bělehradu 1986 
 • Cena diváků za nejlepší film
- Mezinárodní filmový festival Benátky 1986 
 • Čestné uznání RAI II
- IV. Festival mladého diváka Lyon 1986 
 • Cena mladého diváka za nejlepší film
- XXIV. Mezinárodní festival dětského filmu Gijón 1986 
 • Cena mezinárodní poroty za nejlepší speciální efekty
- I. Mezinárodní přehlídka filmů pro děti a mládež Mar del Plata 1986 
 • Zvláštní uznání
- XLII. Mezinárodní filmový festival Benátky 1985 
 • Cena Gondola, Zvláštní uznání poroty Katolického filmového střediska